# لئو وو
وو لِی (چینی ساده‌شده: 吴磊; چینی سنتی: 吳磊; پین‌یین: Wú Lěi؛ زادهٔ ۲۶ دسامبر ۱۹۹۹) همچنین با نام لئو وو (انگلیسی: Leo Wu) نیز شناخته می‌شود، بازیگر اهل چین است. او در سن سه سالگی در تبلیغات تلویزیونی حضور پیدا کرد. او در سال ۲۰۰۷ حرفه بازیگری را با ایفای نقش در افسانه و قهرمان آغاز کرد. لئو وو به خاطر ایفای نقش در نیروانا در آتش (۲۰۱۵)، دختر گردباد (۲۰۱۵) و عشق کهکشانی (۲۰۲۲) شناخته می‌شود. وو در فهرست ۱۰۰ سلبریتی چینی فوربز در سال ۲۰۱۷ در رتبه ۶۳، در سال ۲۰۱۹ در رتبه ۲۹ و در سال ۲۰۲۰ در رتبه ۴۷ قرار گرفت.